# شركة ميسيسيبي

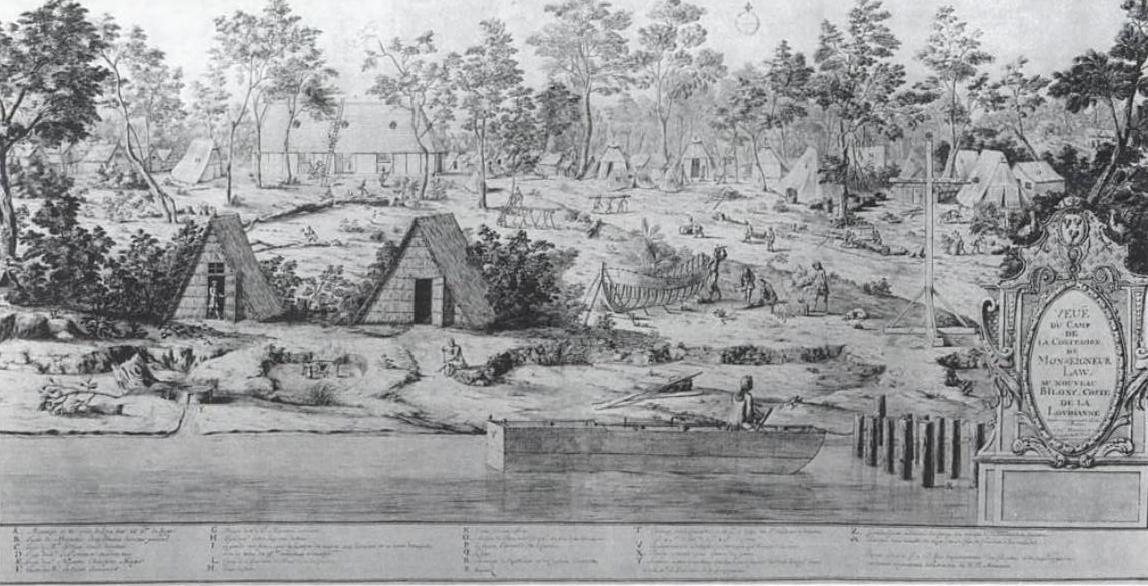
منظر لمعسكر جون لو في بيلوكسي، ديسمبر 1720

شركة مسيسيبي (بالفرنسية: Compagnie du Mississippi) تأسست عام 1684، سُميت شركة الغرب منذ عام 1717 وتغير اسمها إلى شركة جزر الهند عام 1719، وكانت مهمتها احتكار الأعمال التجارية في المستعمرات الفرنسية في أمريكا الشمالية وجزر الهند الغربية. عندما أصبحت تنمية الأراضي والمضاربة عليها تُساهم في زيادة الأسعار نحو مستوىً خيالي ومنفصل عن الواقع، أصبحت فقاعة مسيسيبي إحدى أقدم الأمثلة على مصطلح اقتصاد الفقاعة أو اقتصاد البالون.

## تاريخيًا

### بنك رويال
في مايو 1716 أنشأ الاقتصادي الاسكتلندي جون لو الذي يعد أشهر شخص في تاريخ الأزمات المالية، حين تعيينه مراقبًا ماليًا عامًا في فرنسا من قِبل دوق أورليانز. أنشأ البنك العام الخصوصي كأول مؤسسة مالية تطور استخدام النقود الورقية، ورغم كونه مصرفًا خاصًا؛ إلا أن ثلاثة أرباع رأس المال تألف من سندات حكومية وأوراق مقبولة حكوميًا.
في أغسطس 1717 اشترى جون لو شركة مسيسيبي لمساعدة المستعمرة الفرنسية في لويزيانا. في نفس العام، أطلق لوّ شركةً تجاريةً مساهمة تسمى (شركة مسيسيبي، أو تحديدًا «شركة الغرب»). تم تعيين لوّ رئيسًا لهذه الشركة الجديدة التي منحت الحكومة الفرنسية احتكارًا تجاريًا لجزر الهند الغربية وأمريكا الشمالية.
أصبح مسمى البنك (رويال بانك) في عام 1718 مما يعني أن سندات البنك مُنحت من الملك لويس الخامس عشر شخصيًا، بعد أن كانت تُمنح من الحكومة. دمجت الشركة عدة شركات تجارية منافسة واستوعبت تحت سلطتها شركة جزر الهند الشرقية وشركة الصين ليتحول اسم الشركة في 23 مايو 1719 إلى «الشركة الهندية الدائمة» مع بقاء الاحتكار الفرنسي التجاري على جميع المسطحات والمنافذ المائية للمنطقة. في الوقت نفسه، بدأ البنك بإصدار أوراق مالية أكثر مما يمكن أن يمثله في العملات. وأدّى ذلك إلى انخفاض قيمة العملة، والذي أعقبه في نهاية المطاف تشغيل البنك عندما انخفضت قيمة العملة الورقية الجديدة حتى النصف.

## فقاعة مسيسيبي
أستمر حكم لويس الرابع عشر لفترة طويلة، وأدت كثرة الحروب التي شنهّا إلى تهديد وضع العائلة الحاكمة الفرنسية بالإفلاس. وبدلًا من تقليل النفقات، أيّد ولي عهده لويس الخامس عشر لفرنسا النظريات النقدية للممول الإسكتلندي جون لو في عام 1716، مُنح لوّ ميثاقًا لبنك رويال تم بموجبه تخصيص الدين الوطني للبنك مقابل امتيازات استثنائية

### اتفاقية بنك رويال
كان المفتاح لاتفاقية بنك رويال هو أن يتم دفع الدين الوطني من الإيرادات القادمة من فتح وادي مسيسيبي، كان البنك مرتبطًا بمشروعات أخرى لجون لوّ مثل شركة الغرب وشركات جزر الهند. والتي كانت تُعرف باسم شركة مسيسيبي. كانت الشركة تحتكر التجارة والثروة المعدنية وازدهرت على تصنيع الورق.مُنح لوّ لقب دوق آركانساس وهي ولاية ملاصقة لولاية مسيسيبي، وغادر كلاً من برنارد دي لا هاربي وحزبه نيو أورليانز في عام 1719 لاستكشاف النهر الأحمر لينضم إليهم جان بنجامين الذي أصبح عالمًا للبعثة الاستكشافية ويكتشفان نهر أركنساس عام 1721 في مستوطنات يازو في مسيسيبي.
في عام 1718 لم يكن هناك سوى 700 أوروبي في لويزيانا. رتبت شركة مسيسيبي السفن لنقل 800 آخرين، وهم ممن هبطوا في لويزيانا عام 1718، ولمضاعفة عدد السكان الأوروبيين؛ شجع جون لو الألمان خاصةً من منطقة الألزاسي الذين خضعوا مؤخرًا للحكم الفرنسي والسويسري على الهجرة. فقاموا بتسجيل أسمائهم ضمن مناطق متعددة في لويزيانا. في الجانب الآخر تم إطلاق سراح السجناء في باريس في سبتمبر سنة 1719 وما بعدها، بشرط أن يتزوجوا من البغايا ويذهبن معهم إلى لويزيانا. وتم تقييد المتزوجين حديثًا ونقلهم إلى ميناء المغادرة.

### انفجار فقاعة مسيسيبي
بالغ لوّ في تصور ثروة لويزيانا بمخطط تسويقي فعال، مما أدى إلى توقعاتٍ عالية بشأن أسهم الشركة في عام 1719. وعد المخطط بالنجاح لشركة مسيسيبي من خلال الجمع بين حماسة المستثمرين وثروة آفاق لويزيانا في شركةٍ تجاريةٍ مستدامة ذات مساهمة محدودة. كانت لأسهم الشركة شعبيةً لدرجة أنها أدت إلى احتياج المزيد من الأوراق النقدية الورقية، وعندما حققت الأسهم أرباحًا، تلقى المستثمرون أرباحهم كأوراق مالية. في عام 1720، تم دمج البنك والشركة وتم تعيين لوّ من قبل فيليب الثاني دوق أورليانز، ثم ريجنت لوي لويس الخامس عشر، ليكون مراقبًا عامًا للشؤون المالية لجذب رأس المال. ازدهر البنك الرائد في إصدار السندات حتى أُجبرت الحكومة الفرنسية على الاعتراف بأن عدد الأوراق المالية التي يصدرها بنك رويال يتجاوز قيمة كمية العملات المعدنية التي بحوزتها. إلا أن فقاعة مسيسيبي ما لبثت إلا أن انفجرت في نهاية عام 1720، عندما حاول معارضو الممول تحويل أوراقهم إلى مسوداتٍ ضخمة، مما اضطر البنك إلى التوقف عن الدفع بواسطة العملة الورقية. بحلول نهاية عام 1720، أقال فيليب دورليانس جون لو من مواقعه كافةً. ثم فرّ لو بدوره من فرنسا إلى بروكسل عاصمة بلجيكا، وانتقل أخيرًا إلى البندقية، حيث عاش بقية حياته بعيدًا عن المقامرات إلى أن توفي ودُفن في كنيسة سان مويزي

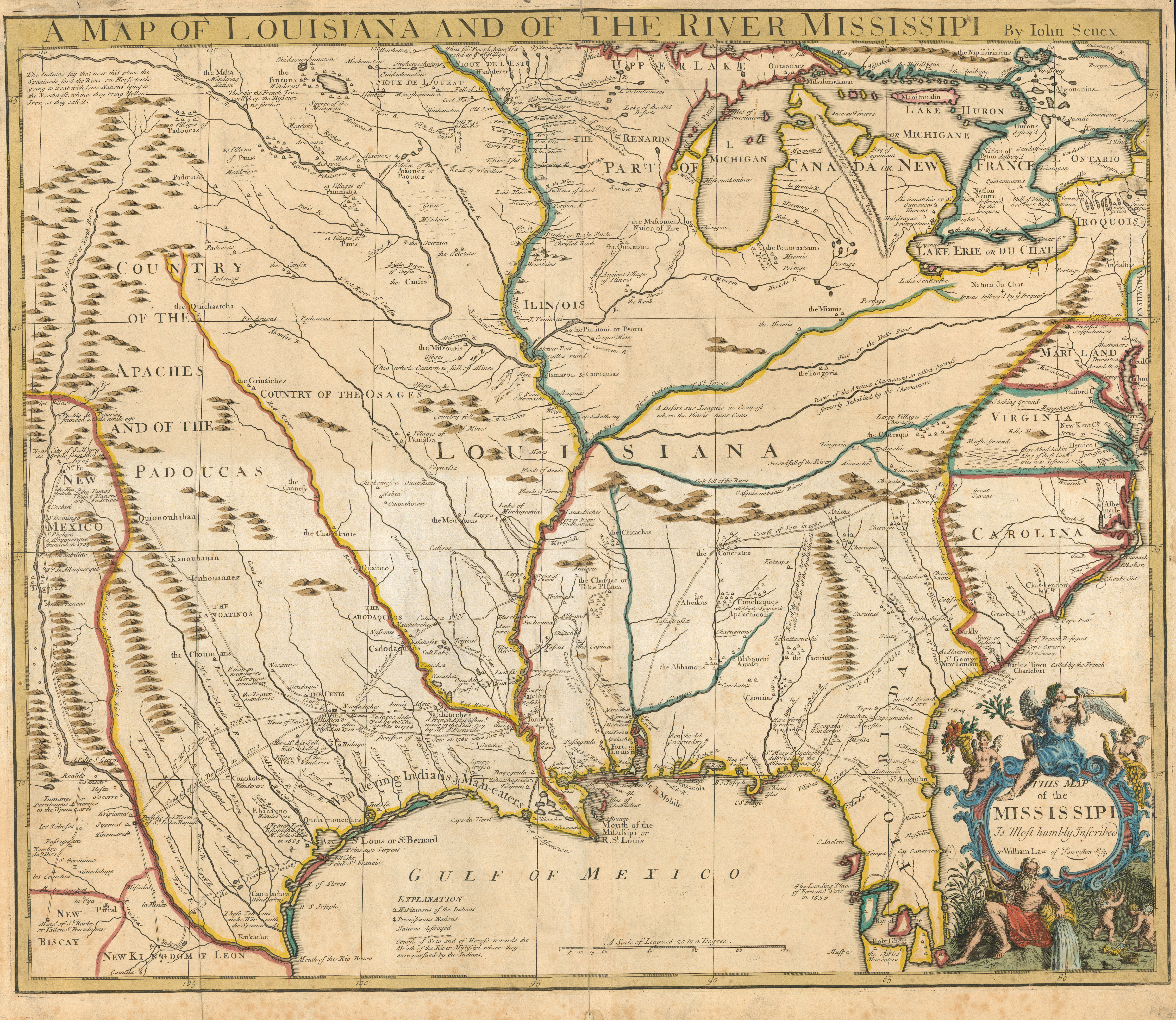
خريطة جون سينكس (1721) ، مع تكريسها لوليام لو ، على الأرجح قريب من جون لو (ربما شقيقه)، الذي تحمل الكثير من اللوم عن الذعر المالي المعروف باسم «فقاعة ميسيسيبي».

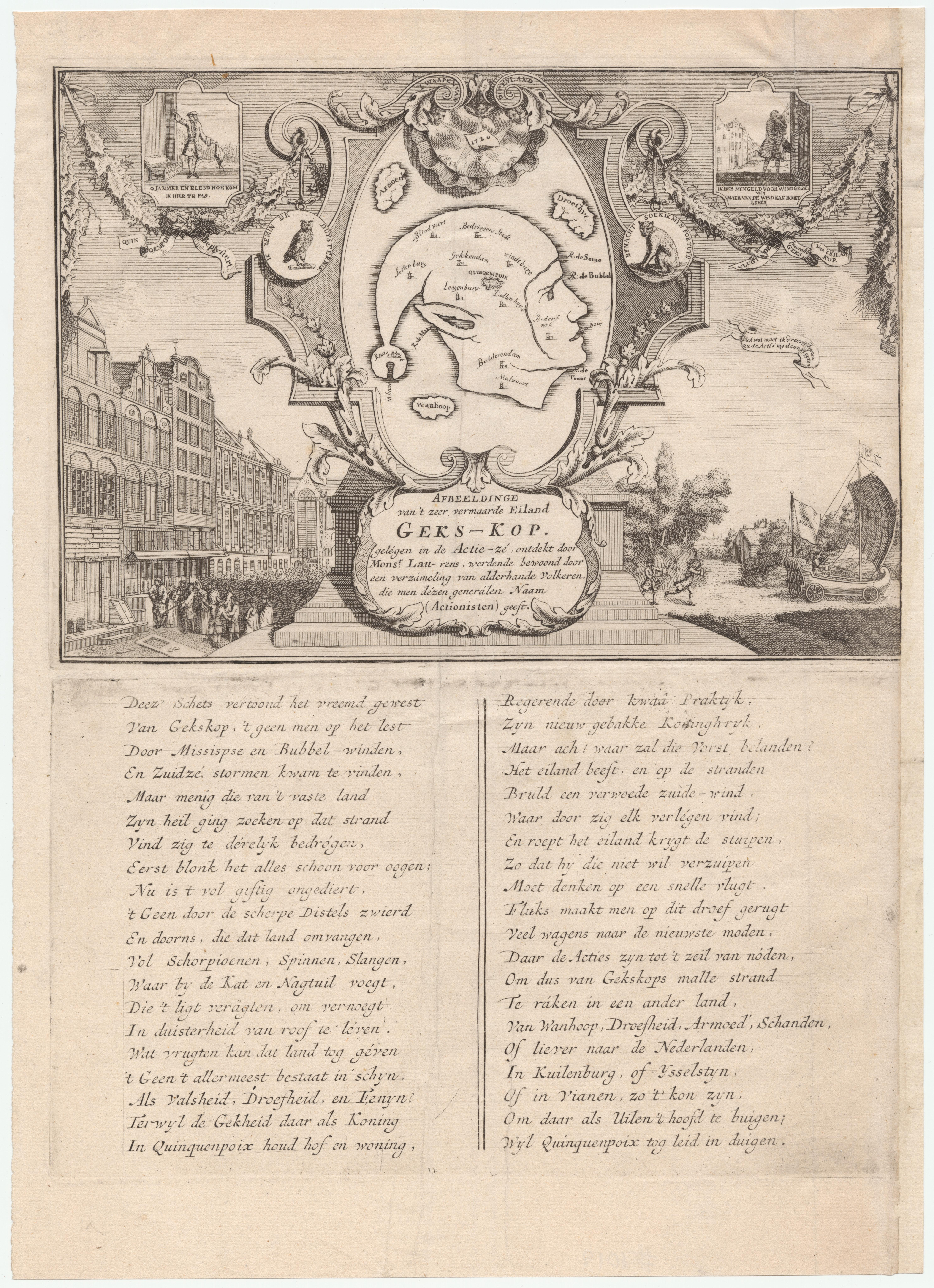
تمثيل جزيرة ماد هيد الشهيرة للغاية ، ملقاة في بحر الأسهم ، اكتشفها السيد لو رينس ، ويسكنها مجموعة من جميع أنواع الناس ، والذين تم منحهم الاسم العام للمساهمين ، 1720.